# Metreon

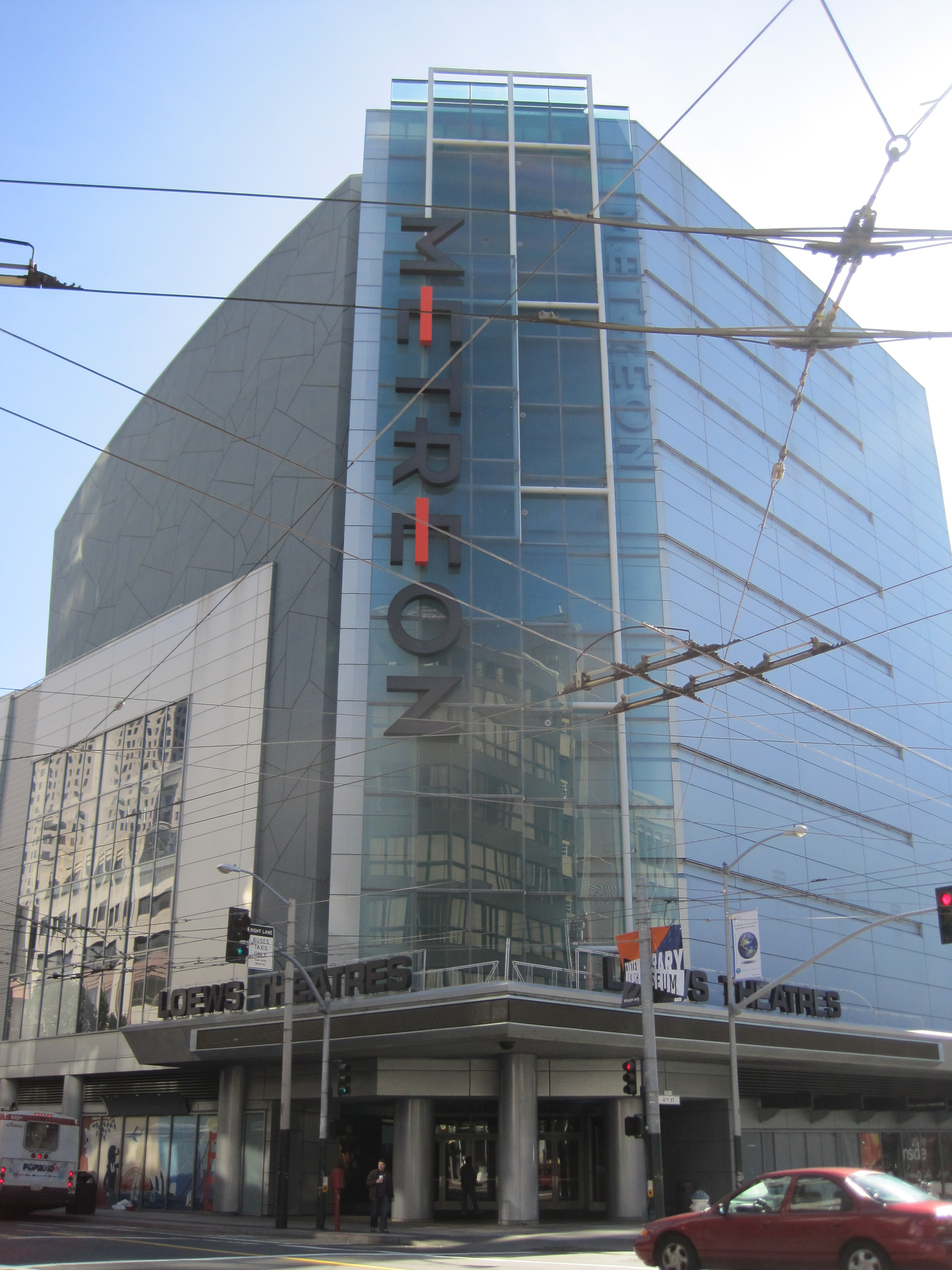
Das Metreon in San Francisco

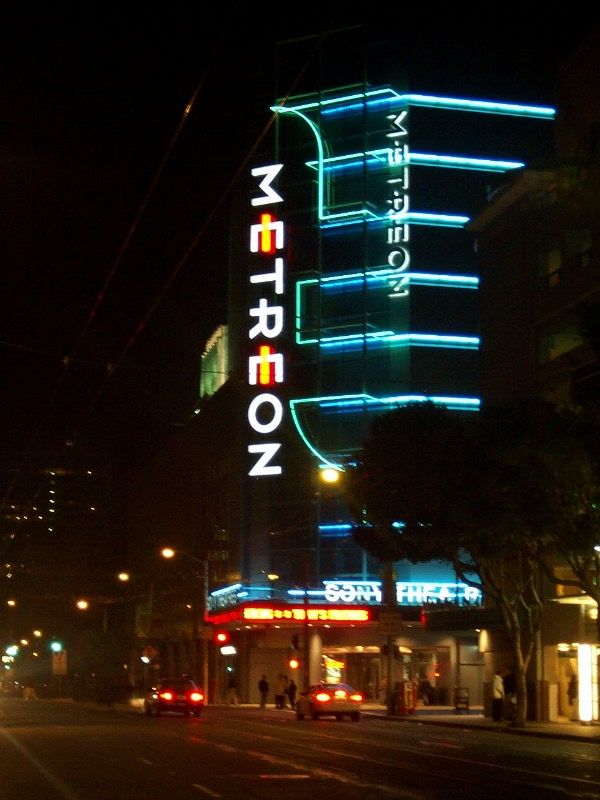
Das Metreon bei Nacht

Das Metreon ist ein Einkaufszentrum in San Francisco, das am 16. Juni 1999 eröffnet wurde. Es verfügt über vier Stockwerke und eine Grundfläche von 33.000 m².

## Lage
Das Metreon liegt in der Innenstadt San Franciscos an der Kreuzung 4th Street und Mission Street, nahe dem Moscone Center und der gleichnamigen U-Bahn-Station.

## Geschichte
Das Einkaufszentrum wurde im Auftrag von Sony errichtet, als erstes Sony Urban Entertainment Center weltweit, später folgten weitere Centers in Tokio und Berlin. 2006 wurde das Metreon von der Westfield Group, das als Immobilienunternehmen auf Einkaufszentren spezialisiert ist, gekauft. 2009 kündigte Sony die Schließung der Sony- und Playstation-Geschäfte im Metreon an. Infolgedessen begann die Westfield Group mit der Neuausrichtung des Einkaufszentrums mit einem Schwerpunkt auf Gastronomie. Außerdem wurden neue Großmieter für Geschäftsflächen gefunden, wie der Discounteinzelhändler Target. Im April 2012 verkaufte die Westfield Group das Metreon an die Starwood Capital Group, wobei die Westfield Group die Verwaltung des Gebäudes bis zum Abschluss von Renovierungsarbeiten übernimmt.

## Geschäfte
Das Metreon wird auf vielfältige Weise genutzt. In dem Gebäude gibt es unter anderem zwanzig Restaurants, ein Kino, das das größte IMAX-Kino in Nordamerika ist, ein Massagestudio und Geschäfte in den Bereichen Elektronik, Buchhandel, Entertainment und Kosmetik.